# Thanda Royal Zulu Football Club
Il Thanda Royal Zulu è stata una squadra di calcio sudafricana, con sede a Richards Bay, nella provincia del KwaZulu-Natal.

## Storia
La storia del Thanda Royal Zulu è relativamente recente: fino alla stagione 2006-2007 infatti, questa squadra era conosciuta col nome di Benoni Premier United, e aveva sede a Benoni. Alla fine del campionato, una cordata svedese, in cui figurava anche Sven-Göran Eriksson diede alla squadra il nome e la sede attuali. Il Benoni Premier United traeva origine dall'Hellenic da cui aveva acquisito i diritti calcistici nel 2004.
Nel giugno 2017 la squadra cede i propri diritti di partecipazione al massimo campionato sudafricano all'AmaZulu, sparendo dal locale panorama calcistico.
Il soprannome del club, Amabhubesi, è la parola Zulu per Leoni, mentre Thanda significa Amore.

## Palmarès

### Competizioni nazionali
- National First Division: 1

2016-2017